# Porricondyla auriculata
Porricondyla auriculata är en tvåvingeart som först beskrevs av Barnes 1928.  Porricondyla auriculata ingår i släktet Porricondyla och familjen gallmyggor. Inga underarter finns listade i Catalogue of Life.